# 中間平肩光魚
中間平肩光魚（学名：Holtbyrnia intermedia）為管肩魚科的其中一種，為深海魚類，分布於東南太平洋智利海域，深度100-1500公尺，體長可達24公分，棲息在中層水域，生活習性不明。
其种加词“intermedia”意为“中间的”。